# Frank Howard
Frank Oliver Howard (Columbus, 8 agosto 1936 – Aldie, 30 ottobre 2023) è stato un giocatore di baseball, allenatore di baseball e cestista statunitense, professionista nella MLB.

## Carriera

### Pallacanestro
Venne selezionato al 3º giro come 20ª scelta assoluta al Draft NBA 1958 dai Philadelphia Warriors.

## Palmarès
- NCAA AP All-America Second Team (1957)